# Tomi Jovan
Tomi Jovan (ur. 2 kwietnia 2000) – słoweński skoczek narciarski, reprezentant klubu SK Zagorje. Dwukrotny złoty medalista zimowego olimpijskiego festiwalu młodzieży Europy (2017).

## Przebieg kariery
W oficjalnych zawodach międzynarodowych organizowanych przez FIS zadebiutował w styczniu 2017 w konkursie Alpen Cup w Schonach. W lutym 2017 wystartował na zimowym olimpijskim festiwalu młodzieży Europy 2017, gdzie zajął 5. miejsce indywidualnie, a w zawodach drużynowych i drużyn mieszanych zdobył złoty medal. 
W lipcu 2018 zadebiutował w FIS Cupie, zajmując 69. miejsce w Villach. W międzynarodowych zawodach po raz ostatni startował w lutym 2019, zajmując 56. i 61. miejsce w konkursach Alpen Cupu w Kranju.

## Zimowy olimpijski festiwal młodzieży Europy

### Indywidualnie
| 2017 Erzurum | – | 5. miejsce |

### Drużynowo
| 2017 Erzurum | – | złoty medal, złoty medal (drużyna mieszana) |

### Starty T. Jovana na zimowym olimpijskim festiwalu młodzieży Europy – szczegółowo
| Miejsce | Dzień     | Rok  | Miejscowość | Skocznia       | Punkt K | HS     | Konkurs      | Skok 1 | Skok 2 | Nota                  | Strata   | Zwycięzca |
| ------- | --------- | ---- | ----------- | -------------- | ------- | ------ | ------------ | ------ | ------ | --------------------- | -------- | --------- |
| 5.      | 14 lutego | 2017 | Erzurum     | Kiremitliktepe | K-95    | HS-109 | indywid.     | 92,5 m | 89,0 m | 209,5 pkt             | 51,8 pkt | Timi Zajc |
| 1.      | 16 lutego | 2017 | Erzurum     | Kiremitliktepe | K-95    | HS-109 | druż.        | 92,0 m | 94,0 m | 936,2 pkt (200,8 pkt) | –        | –         |
| 1.      | 17 lutego | 2017 | Erzurum     | Kiremitliktepe | K-95    | HS-109 | druż. miesz. | 98,5 m | 92,5 m | 836,6 pkt (208,5 pkt) | –        | –         |

## FIS Cup

### Miejsca w poszczególnych konkursachFIS Cupu
| Źródło                                                                        | Źródło       | Źródło        | Źródło        | Źródło      | Źródło      | Źródło         | Źródło         | Źródło          | Źródło          | Źródło         | Źródło         | Źródło        | Źródło        | Źródło         | Źródło         | Źródło       | Źródło       | Źródło | Źródło | Źródło | Źródło | Źródło | Źródło | Źródło | Źródło | Źródło | Źródło | Źródło | Źródło | Źródło | Źródło | Źródło | Źródło | Źródło | Źródło | Źródło | Źródło | Źródło | Źródło |
| ----------------------------------------------------------------------------- | ------------ | ------------- | ------------- | ----------- | ----------- | -------------- | -------------- | --------------- | --------------- | -------------- | -------------- | ------------- | ------------- | -------------- | -------------- | ------------ | ------------ | ------ | ------ | ------ | ------ | ------ | ------ | ------ | ------ | ------ | ------ | ------ | ------ | ------ | ------ | ------ | ------ | ------ | ------ | ------ | ------ | ------ | ------ |
| Sezon 2018/2019                                                               |              |               |               |             |             |                |                |                 |                 |                |                |               |               |                |                |              |              |        |        |        |        |        |        |        |        |        |        |        |        |        |        |        |        |        |        |        |        |        |        |
| Villach HS98                                                                  | Villach HS98 | Szczyrk HS106 | Szczyrk HS106 | Râșnov HS97 | Râșnov HS97 | Notodden HS100 | Notodden HS100 | Park City HS100 | Park City HS100 | Zakopane HS140 | Zakopane HS140 | Planica HS102 | Planica HS102 | Rastbüchl HS78 | Rastbüchl HS78 | Villach HS98 | Villach HS98 | punkty |        |        |        |        |        |        |        |        |        |        |        |        |        |        |        |        |        |        |        |        |        |
| -                                                                             | 69           | -             | -             | -           | -           | -              | -              | -               | -               | -              | -              | -             | 79            | -              | -              | -            | -            | 0      |        |        |        |        |        |        |        |        |        |        |        |        |        |        |        |        |        |        |        |        |        |
| Legenda                                                                       |              |               |               |             |             |                |                |                 |                 |                |                |               |               |                |                |              |              |        |        |        |        |        |        |        |        |        |        |        |        |        |        |        |        |        |        |        |        |        |        |
| 1 2 3 4-10 11-30 poniżej 30 dq – dyskwalifikacja - − zawodnik nie wystartował |              |               |               |             |             |                |                |                 |                 |                |                |               |               |                |                |              |              |        |        |        |        |        |        |        |        |        |        |        |        |        |        |        |        |        |        |        |        |        |        |